# Phan Xích Long
Phan Phát Sanh (1893–1916, tự Lạc), là thủ lĩnh các hội kín Nam Kỳ, một phong trào chống Pháp mang màu sắc tôn giáo và tâm linh tại miền Nam Việt Nam đầu thế kỷ 20. Ông tự phong mình là Hoàng đế, là con vua Hàm Nghi, và lấy hiệu là Phan Xích Long.

## Thân thế
Phan Phát Sanh là con trai của Phan Núi, một viên chức cảnh sát gốc Hoa ở Chợ Lớn. Thời nhỏ, Phan Phát Sanh lười học, làm bồi cho Pháp. Sau rời quê nhà để đi rong chơi, Phan Phát Sanh đặt cơ sở đầu tiên ở Cần Vọt (Cao Miên). Ở đó, nhờ tiền quyên góp, ông cho cất một ngôi chùa ở Bảy Núi (Thất Sơn) để làm nơi tụ họp, lập hội kín, chế tạo lựu đạn, trái phá, in truyền đơn đưa ra tuyên cáo Phản Pháp phục Nam, kêu gọi mọi người chống Pháp...
Tháng 7 năm 1911, tại Tân Châu, Châu Đốc, Phan Phát Sanh gặp Nguyễn Hữu Trí (Hai Trí) và Nguyễn Văn Hiệp để cùng bàn lập hội kín và khởi nghĩa chống Pháp. Trí và Hiệp rước một ông già tên là Nguyễn Văn Kế ở làng Đa Phước (Chợ Lớn) và tuyên bố đây là một vị "Phật sống". Chưa được bao lâu, chức dịch làng Đa Phước đã bắt cả ba người nộp cho quan Tham biện. Tuy nhiên, do không có chứng cớ buộc tội nên cả ba đã được thả. Tháng 11 năm 1911, "Phật sống" được đưa về thành phố Chợ Lớn, ngụ ở đường Thuận Kiều. Tại đây, Hai Trí đã dùng "Phật sống" để thu hút mọi người lui tới nhằm quyên góp tiền bạc.
Tháng 2 năm 1912, "Phật sống" Nguyễn Văn Kế qua đời. Nhân cơ hội này, Nguyễn Hữu Trí lập mưu nói rằng "Phật sống" dạy phải tôn Phan Phát Sanh lên làm hoàng đế. Hai Trí và Hiệp đã lãnh trách nhiệm qua Battambang đón Phan Phát Sanh về Chợ Lớn để lên ngôi, tự xưng mình là Phan Xích Long, con vua Hàm Nghi. Phan Xích Long và Nguyễn Hữu Trí định rằng sẽ dùng lực lượng lớn (đa phần là hội viên hội kín ở Chợ Lớn và Long An) để đánh chiếm các cơ quan đầu não của Pháp tại Sài Gòn. Theo đó, nhiều hội kín ở các tỉnh cũng sẽ nổi dậy giành lấy chính quyền. Chuẩn bị xong, đêm 23 rạng sáng 24 tháng 3 năm 1913, ông cho người đặt 8 trái bom tự tạo có hẹn giờ ở một số cơ quan chính quyền tại Sài Gòn và Chợ Lớn, đồng thời chia nhau đi rải truyền đơn và dán bản hịch trong thành phố. Chẳng may chưa tới giờ bom nổ thì quân Pháp đã phát hiện được. Nhà cầm quyền liền sai quân đi tháo gỡ và lùng bắt quân khởi nghĩa. Không nghe tiếng bom nổ, nhiều toán quân đã kịp rút đi. Tuy nhiên, quân Pháp vẫn bắt được một số đông khi họ đang đi vào Chợ Lớn, vì kiểu đồng phục "quần đen, áo trắng, khăn trắng quấn cổ" mặc dù tay không cầm vũ khí.
Kết cuộc, Nguyễn Hữu Trí chạy thoát, Phan Xích Long chạy ra Phan Thiết và bị bắt ở đó, bị đem về giam ở Khám lớn Sài Gòn. Từ ngày ngày 5 đến ngày 12 tháng 11 năm 1913, Tòa án Sài Gòn xử tha bổng 54 người, kêu án 57 người (đều là người Việt ở Chợ Lớn và Long An, chỉ có 1 người Hoa kiều), trong đó có sáu người bị án chung thân khổ sai là: Phan Xích Long, Nguyễn Tri, Nguyễn Hiệp (án hiện diện), Nguyễn Màng, Trương Phước, Nguyễn Ngọ (không bắt được, bị án khiếm diện).
Lãnh án, Phan Xích Long bị giam cầm ở Khám lớn Sài Gòn. Việc làm của ông khiến "chấn động những trái tim yêu nước và giới giang hồ mã thượng". Năm 1916, nhân Pháp bại trận trong Chiến tranh thế giới thứ nhất, khoảng 300 hội viên của các hội kín ở Gia Định, Chợ Lớn, Biên Hòa, Thủ Dầu Một, Cần Giuộc, Cần Đước..., tìm cách phá ngục cứu Phan Xích Long. Sau khi chuẩn bị xong, 3 giờ sáng ngày 15 tháng 2 năm 1916, với khẩu hiệu "Cứu Đại ca" (chỉ Phan Xích Long), tất cả hội viên do Nguyễn Hữu Trí đứng đầu, từ hàng chục thuyền buôn đang đậu trên sông cầu Ông Lãnh, giở khoang, vứt bỏ lá ngụy trang, nhảy lên bờ với áo đen, quần trắng, khăn trắng quấn cổ, cổ mang phù chú, tay cầm đủ thứ binh khí (không có súng) chia làm ba nhóm xông lên tấn công dinh Thống đốc và Khám lớn. Gần tới nơi, ba nhóm nhập lại rồi chia ra thành hai, nhưng cả hai cánh đều bị quân Pháp đánh đuổi. Quân Pháp giết chết tại trận 6 người (có Nguyễn Hữu Trí), làm bị thương nhiều người khác. Và bất kỳ ai mặc quần đen áo trắng buổi sáng ấy, đang ở trong khu vực xảy ra vụ tấn công, đều bị bắt nhốt. Lúc bấy giờ, ngoài lực lượng tấn công, còn có các lực lượng khác ở xung quanh Sài Gòn chờ phối hợp, nhưng vì không thấy có hiệu lệnh như đã định nên rút lui, nhờ vậy mà nhiều người đã đào thoát được.
Sau đó, tòa kết tội tử hình 38 người tại Đồng Tập Trận vào ngày 22 tháng 2 năm 1916, trong đó có Phan Xích Long. Ngày 16 tháng 3 năm 1916, tử hình thêm 13 người nữa, cũng tại địa điểm trên. Tổng cộng sau 2 lần bắn và 6 người đã chết trước, 57 người bị bắn trong đợt sau. Tất cả đều được chôn tại Nghĩa địa Đất Thánh Chà ở giữa đường Võ Thị Sáu và chợ Tân Định hiện nay. Khi ấy, Phan Xích Long mới 23 tuổi.

## Đánh giá
Cuộc khởi nghĩa này được các sử gia gọi là "Quái kịch Phan Xích Long ở Nam Kỳ", là "việc làm như giả ngộ, chưa chi mà hậu sự bị bắt bớ lung tung". Tuy nhiên, đây cũng là một trang sử trong lịch trình chống ngoại xâm của nhân dân Việt. Tên Phan Xích Long hiện được đặt tên cho một đường phố tại quận Phú Nhuận, Thành phố Hồ Chí Minh và tại nhiều thành phố khác trong nước Việt Nam.